# 與那霸前濱

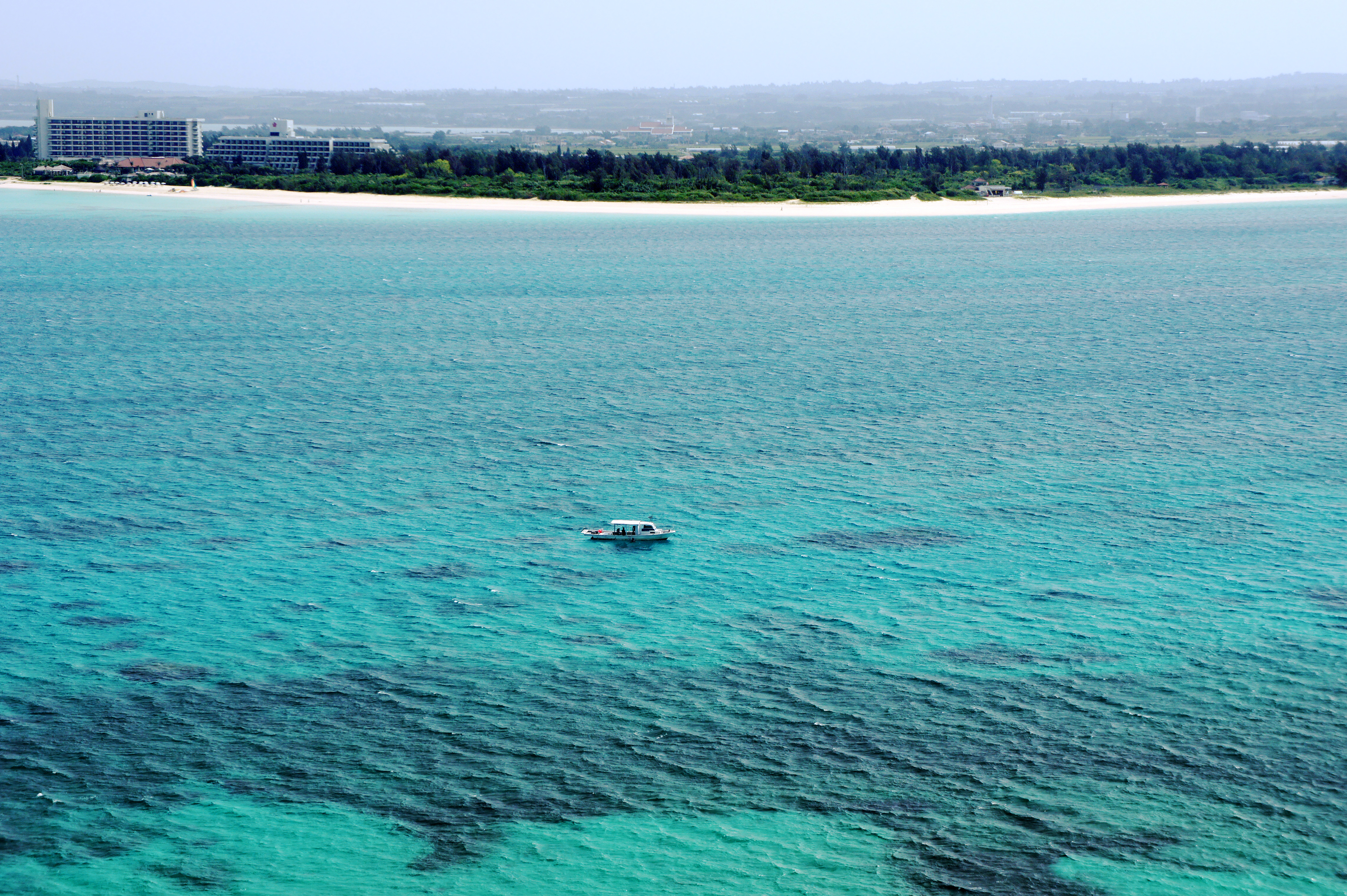
自來間望與那霸前濱

與那霸前濱（日语：よなはまえはま）是日本沖繩縣宮古島市宮古島的沙灘和海水浴場，位於宮古島西南端，全長7公里。當地人多將與那霸前濱稱為前濱或前濱海灘。海灘的中央處有宮古島東急度假村，是沖繩縣著名的觀光景點。2013年至2015年，與那霸前濱連續三年被Trip Adivsor評為日本最佳海灘。

## 外部連結
- 前浜ビーチ 宮古島ツアーガイド 宮古島観光協会
- 美ら島物語 ビーチ特集 宮古島 与那覇前浜ビーチ （页面存档备份，存于） 日本トランスオーシャン航空
- 宮古島 前浜｜ウインディ前浜 （页面存档备份，存于）

24°44′10″N 125°15′40″E / 24.73611°N 125.26111°E